# 下多瑙帝国大区
 下多瑙帝国大区（德语： Reichsgau Niederdonau ）是纳粹德国在吞并奥地利后设立的行政区划，管辖下奥地利州、布尔根兰州、波希米亚东南部、摩拉维亚南部等地区，后来德温和佩特扎尔卡也纳入其中，存在于1938年至1945年之间。

## 历史
纳粹的大区制度最初是在1926年5月22日的一次党代表大会上建立的，目的是为了改进对党的结构的管理。从1933年纳粹夺取政权后，大区逐渐取代德国各州成为基础行政区划。1938年3月12日，纳粹德国吞并了奥地利，5月24日，奥地利各省被重组，由7个纳粹的帝国大区取代。根据1939年4月14日和5月1日生效的《奥斯特马克法》（Ostmarkgesetz），奥地利大区被提升为帝国大区的地位，他们的大区长官随后也被称为帝国代理长官（Reichsstatthalters）。
每个大区都由一名大区长官负责，大区长官拥有广泛并且越来越多的权力，尤其是在第二次世界大战爆发之后。当地的大区长官负责宣传和监视，从1944年9月起，他们还负责冲锋队和大区的防御工作。
在下多瑙帝国大区存续期间，大区长官一职一直由胡戈·尤里担任。  